# Karl Auer
Karl Auer (12 agosto 1898 – 21 febbraio 1945) è stato un calciatore tedesco, di ruolo attaccante.

## Carriera

### Club
Durante la sua carriera ha giocato solo con il Fürth.

### Nazionale
Conta 3 presenze e 2 gol con la Nazionale tedesca.